# Dreizinnenhütte
Horská chata Dreizinnenhütte (italsky Rifugio Antonio Locatelli - S. Innerkofler) je horská chata Italského alpského klubu CAI v Sextenských Dolomitech nalézající se v nadmořské výšce 2405 m n. m.. Nachází se na úpatí Paternkofelu a nabízí známý výhled na Drei Zinnen. Chata se nachází v oblasti, kde probíhala tzv. horská válka v Dolomitech v letech 1915-1918. Pozůstatky z této války jsou v okolí dobře patrné v podobě bývalých válečných krytů, výlezů a tunelů. Chata Dreizinnenhütte je výchozím bodem pro četné pěší túry, via ferraty a horolezecké výstupy v přírodním parku Drei Zinnen a oblíbeným cílem jednodenních výletů.

## Přístupy na Dreizinnenhütte

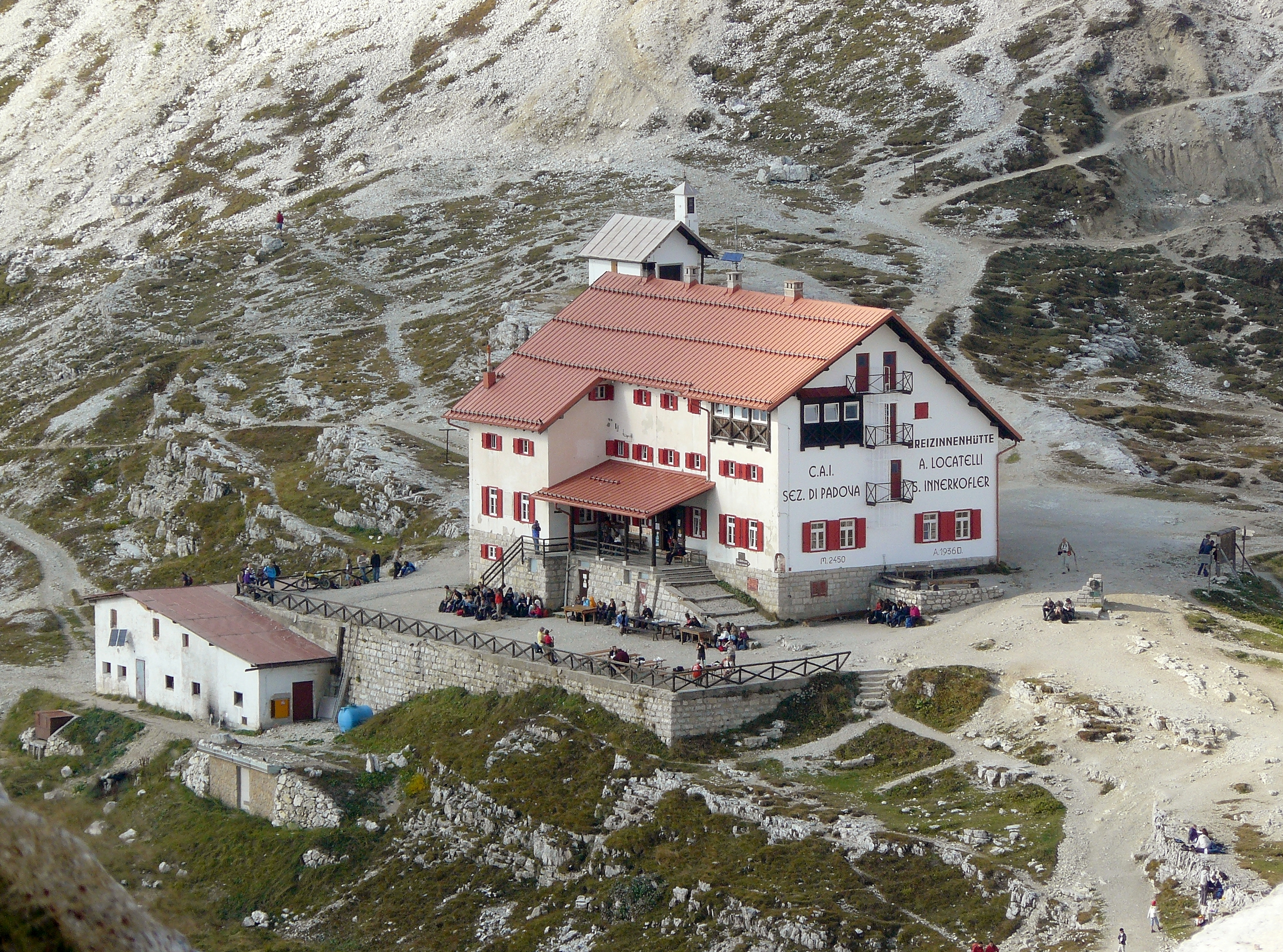
Chata Dreizinnenhütte od jihovýchodu

- Standardní přístup je od chaty Auronzohütte (2320 m, parkoviště, veřejný autobus) přes chatu Lavaredohütte a sedlo Paternsattel, (trasa 101, doba chůze 1,5 hodiny, trasa pro horská kola)
- Od chaty Auronzohütte (2320 m) přes sedlo Forcella de Col de Mezo (trasa 105 nebo Dolomitenhöhenweg 4, doba chůze 2 hodiny).
- Ze Sextenu přes Fischleinboden (parkoviště, veřejný autobus) k chatě Talschlusshütte (doba chůze 2 hodiny) a dále údolím Altensteintal (trasa 102, celková doba chůze 4 hodiny).
- z údolí Höhlensteintal (parkoviště, autobusová linka Dobbiaco-Cortina d'Ampezzo) údolím Rienztal (trasa 102, doba chůze 3,5 hodiny)
- z údolí Sextental (veřejný autobus) přes údolí Innerfeldtal (parkoviště) (trasa 105 nebo Dolomitenhöhenweg 4, doba chůze závisí na výchozím bodu)

## Přechody
- cesta 101 přes Büllelejochhütte na Zsigmondyhütte
- přes Gamsscharte a Schartenweg k chatě Büllelejochhütte (via ferrata).
- přes Gamsscharte a Paßportenscharte na Paternsattel (via ferrata).

## Výstupy na vrcholy
- Paternkofel (2744 m, bývalý válečný tunel a via ferrata, dnes Innerkoflerova via ferrata)
- Toblinger Knoten (2617 m, žebříková via ferrata, obnovená válečná via ferrata)
- Drei Zinnen

## Historie
První plány na stavbu první chaty u Drei Zinnen vypracovala v roce 1881 sekce Alta Pusteria Německého a Rakouského alpského klubu. Protože stavbu dotoval Ústřední výbor Alpského klubu, bylo možné brzy začít stavět, takže chata byla dokončena v září 1882. Tento první přístřešek, malá kamenná budova s kuchyní se stolem a vařičem a s noclehárnou na slamnících pro celkem 18 osob, byl kvůli bouřkám otevřen až 25. srpna 1883. V letech 1886 a 1891 byla chata rozšířena a od roku 1892 také spravována. Z roku 1897 je znám roční počet 642 návštěvníků. V roce 1898 převzal vedení chaty horolezec a horský vůdce Sepp Innerkofler. V roce 1907 byla Dreizinnenhütte rozšířena o jedno patro a v roce 1908 byla útulna, která nyní nabízela místo pro 55 horolezců, znovu otevřena. V tomto roce navštívilo chatu již 2 000 lidí.
Během horské války byla chata v roce 1915 zničena italskými granáty. V letech 1920 až 1922 byla jako chata spravována nedaleká vojenská kasárna a v roce 1922 postavil Alpenverein Südtirol novou chatu. V roce 1923 byla tato chata vyvlastněna italským státem, předána Italskému klubu Alpino (CAI), sekci Padova, a přejmenována na Capanna Antonio Bettella. V roce 1935 pak stejný oddíl ve spolupráci s oddílem Bolzano postavil na troskách staré chaty dnešní větší chatu Dreizinnenhütte. Za druhé světové války byla chata v letech 1942-1945 prázdná, byla vyrabována a využívána jako ovčín. V roce 1946 chatu zrekonstruovala padovská sekce, která získala i podíl bolzanské sekce, a od té doby ji provozuje. V současnosti chatu v letní turistické sezoně denně navštíví až 2 000 hostů, především jednodenních, kteří sem putují především z chaty Auronzohütte.

## Galerie

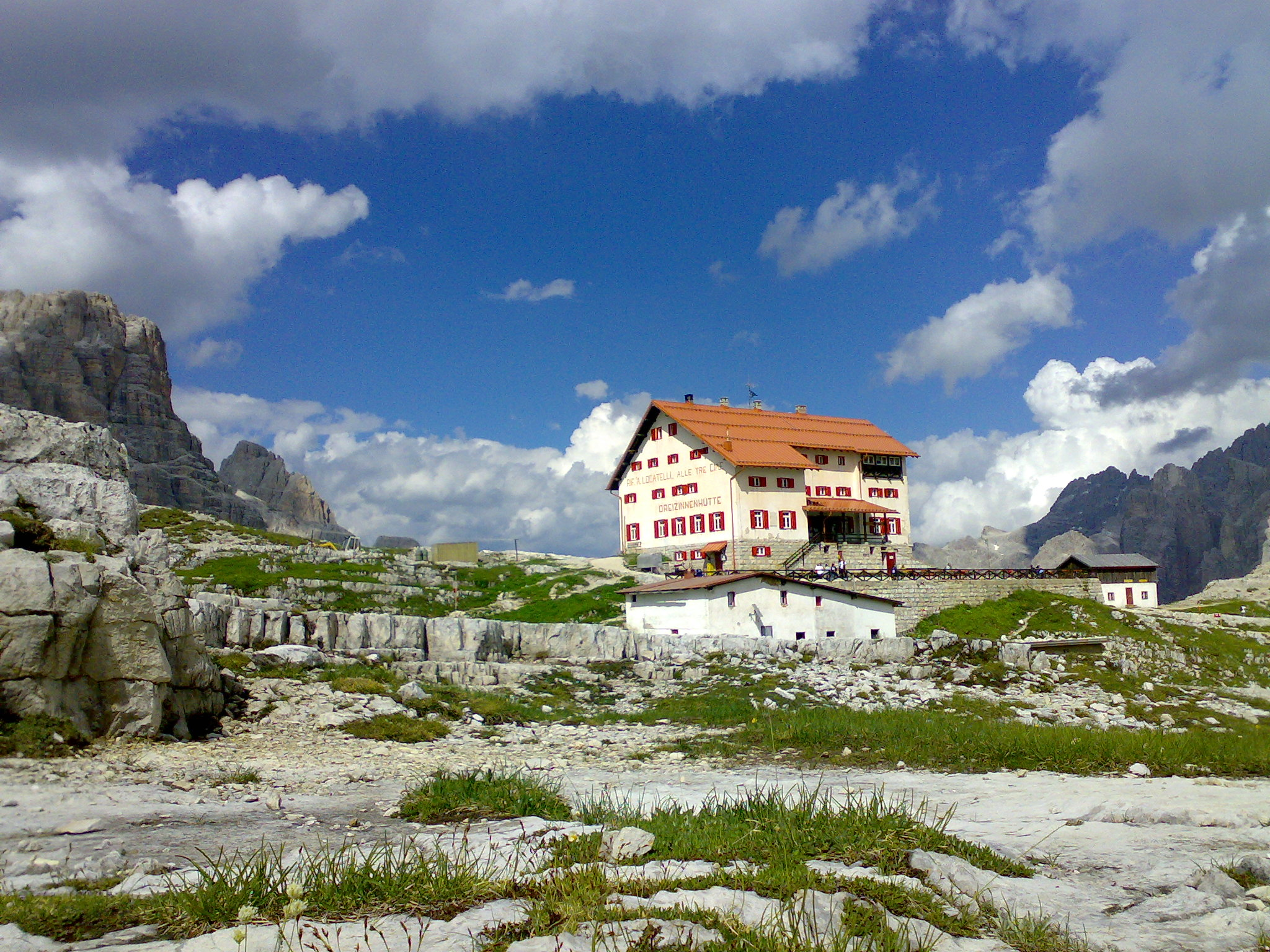
Dreizinnenhütte při pohledu od jihu
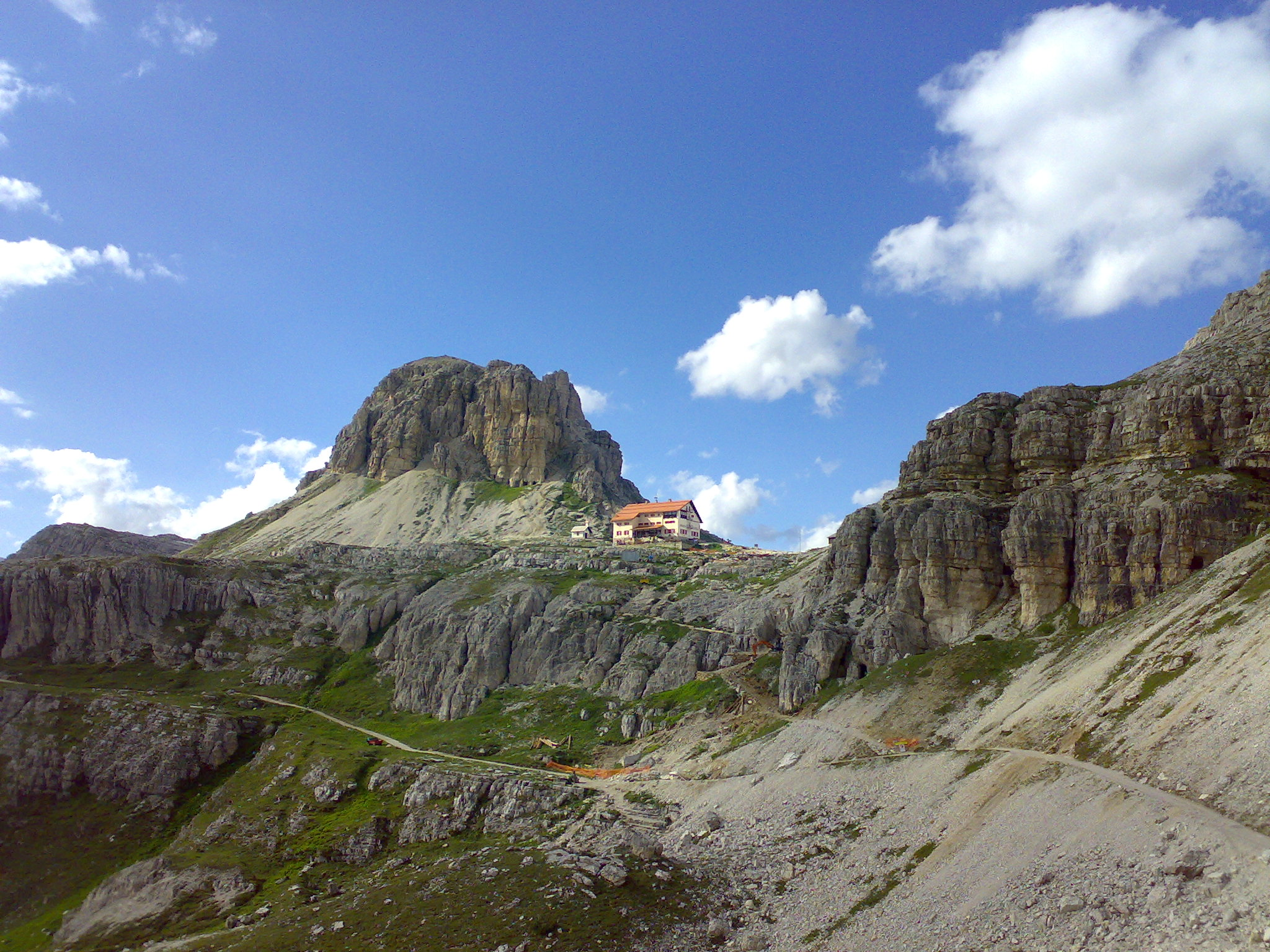
Dreizinnenhütte s Toblinger Knoten
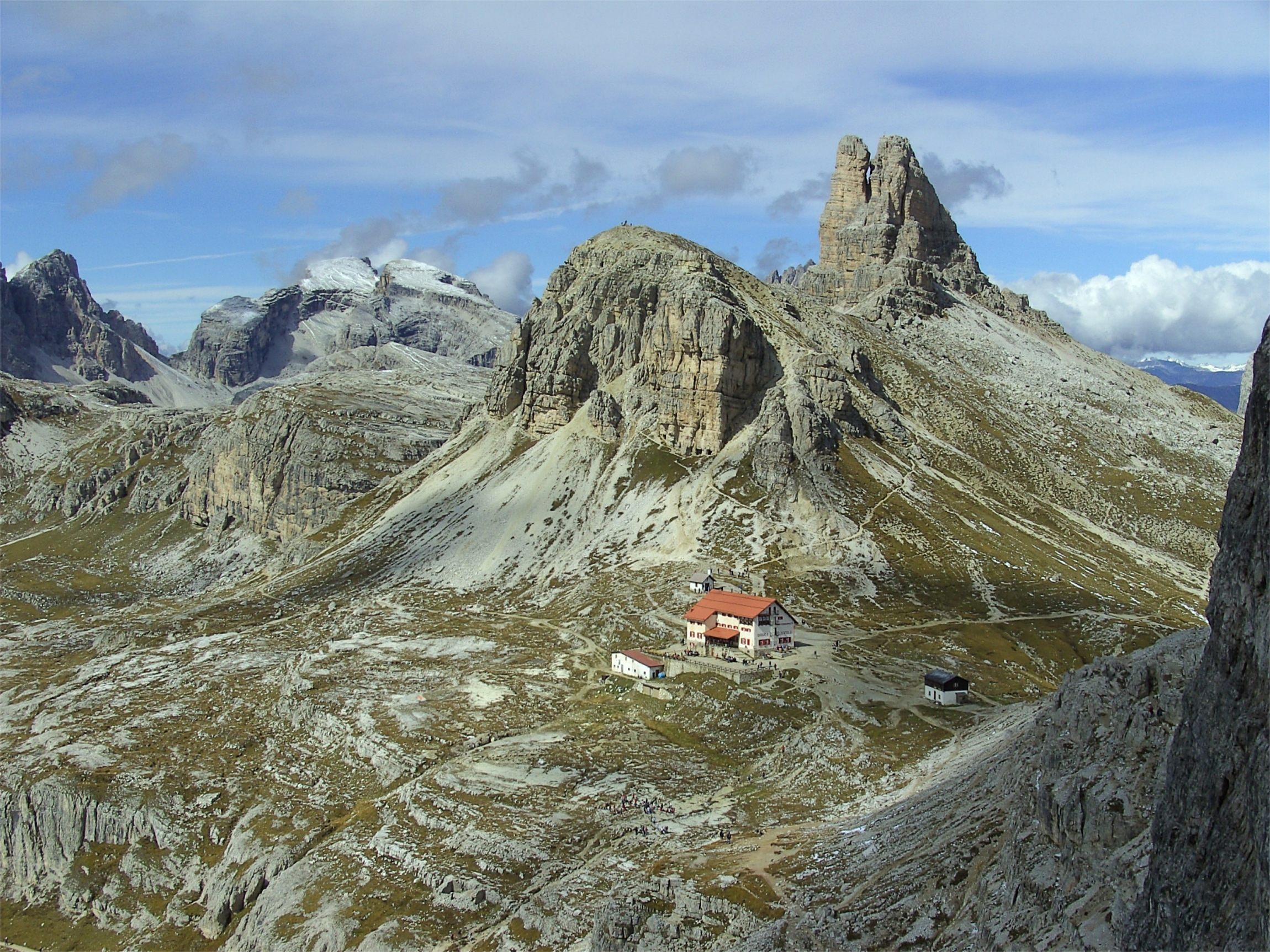
Dreizinnenhütte z pohledu na opevnění z první světové války
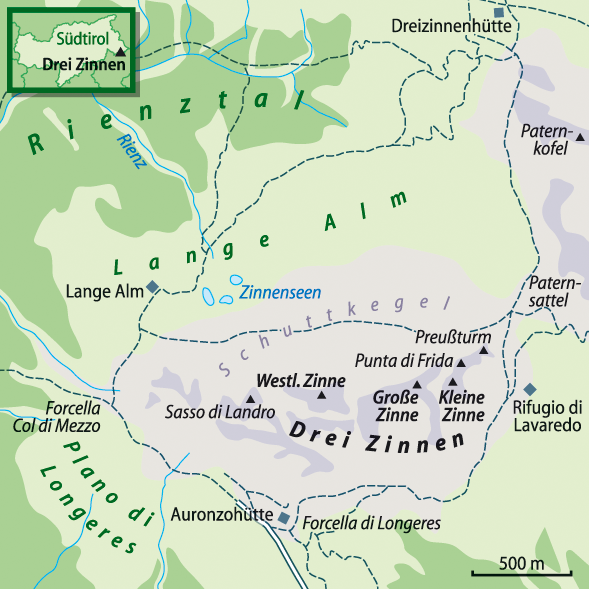
mapa
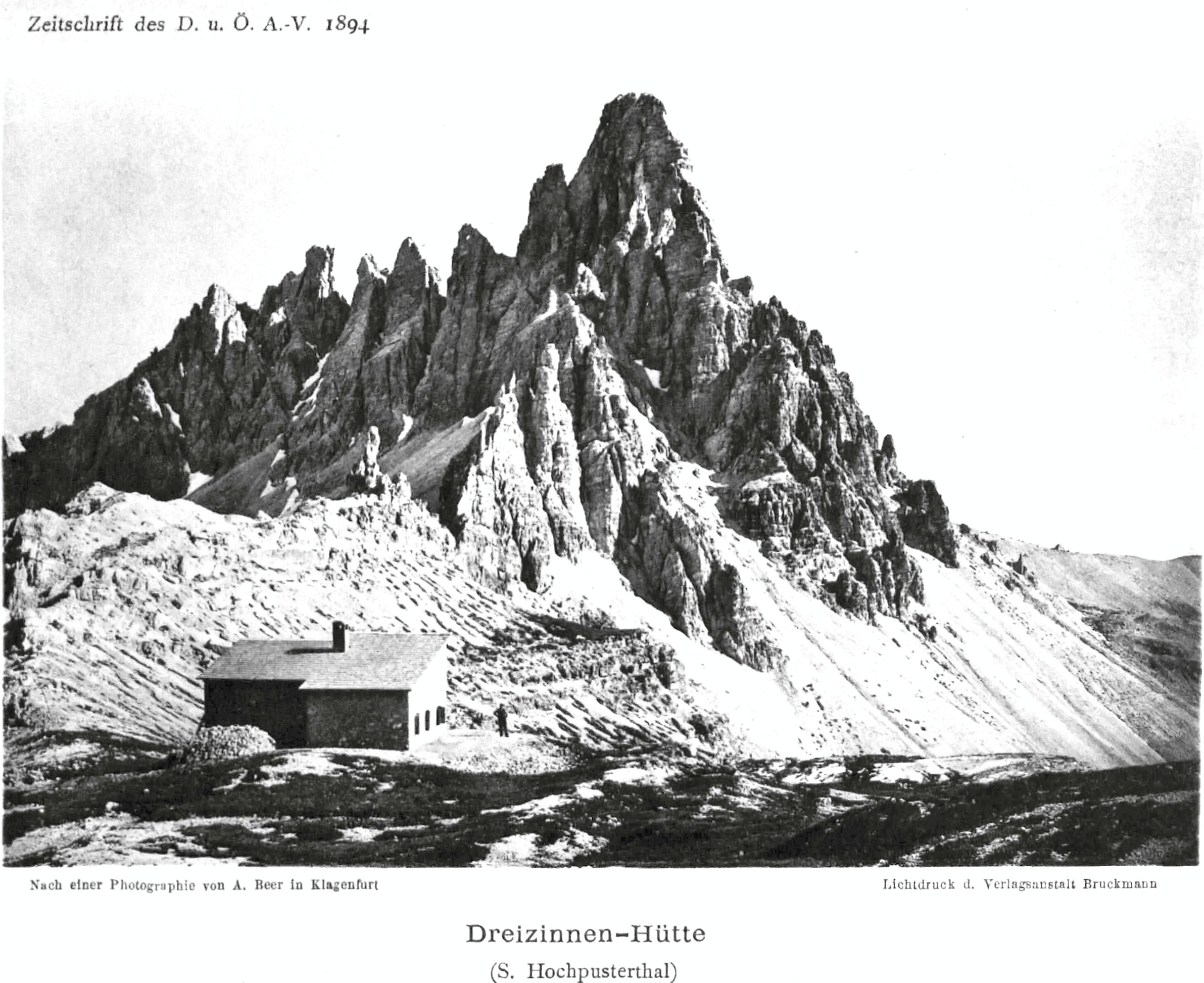
Dreizinnenhütte v roce 1894
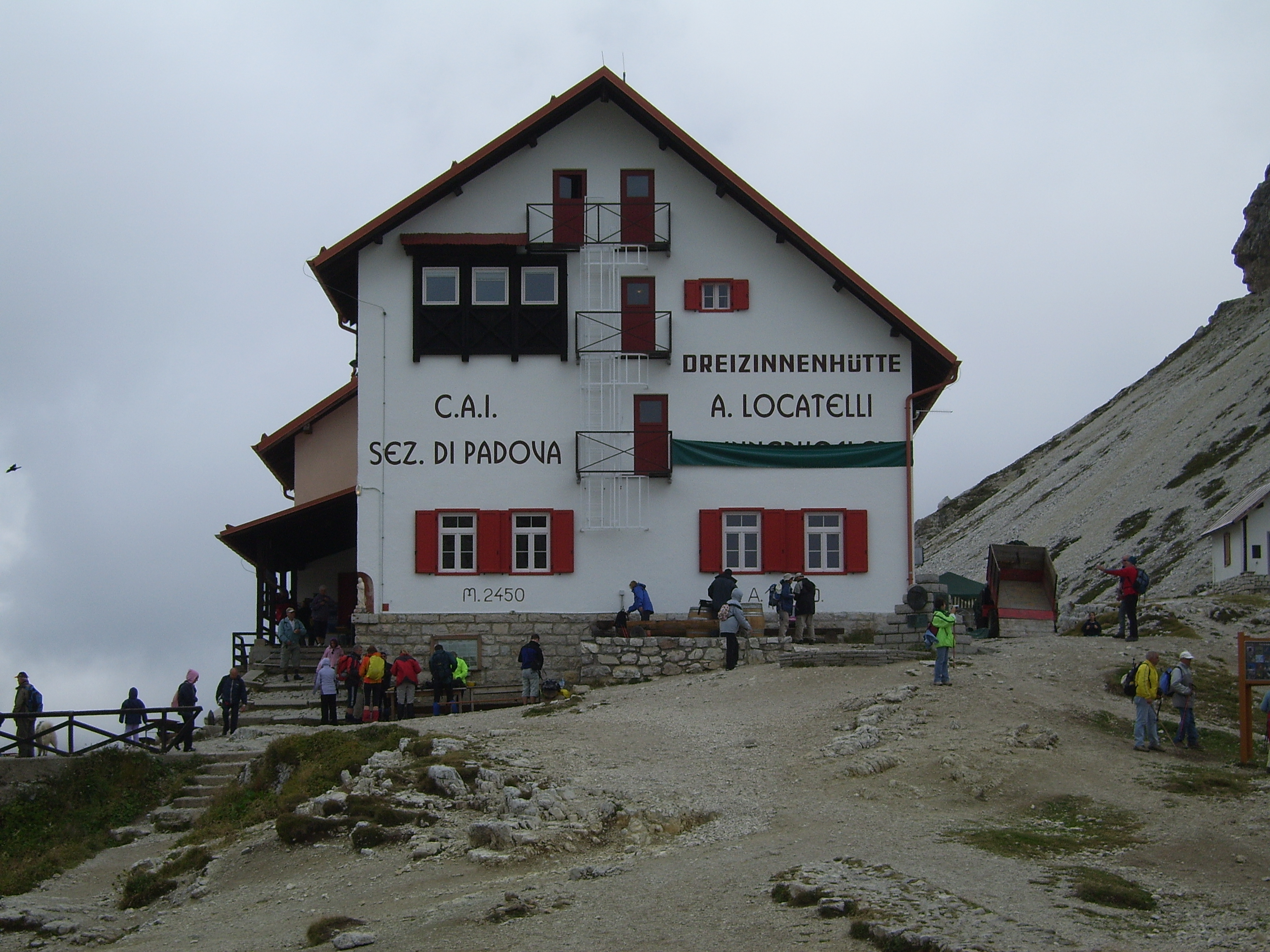
Dreizinnenhütte
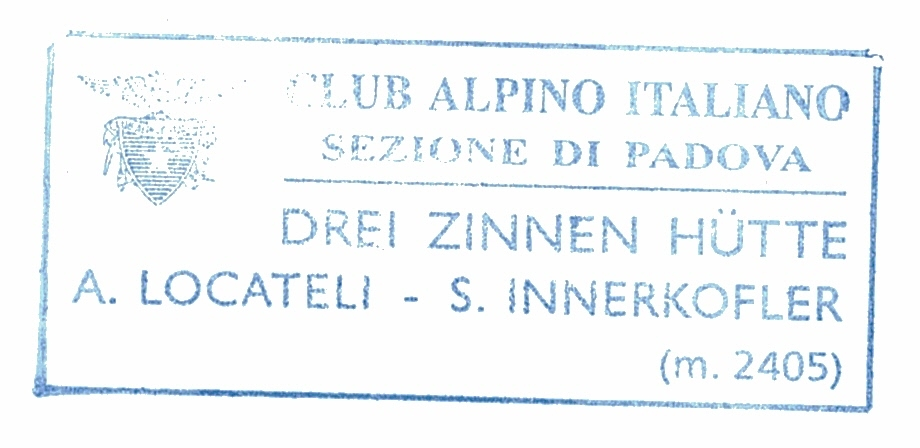
chatové razítko
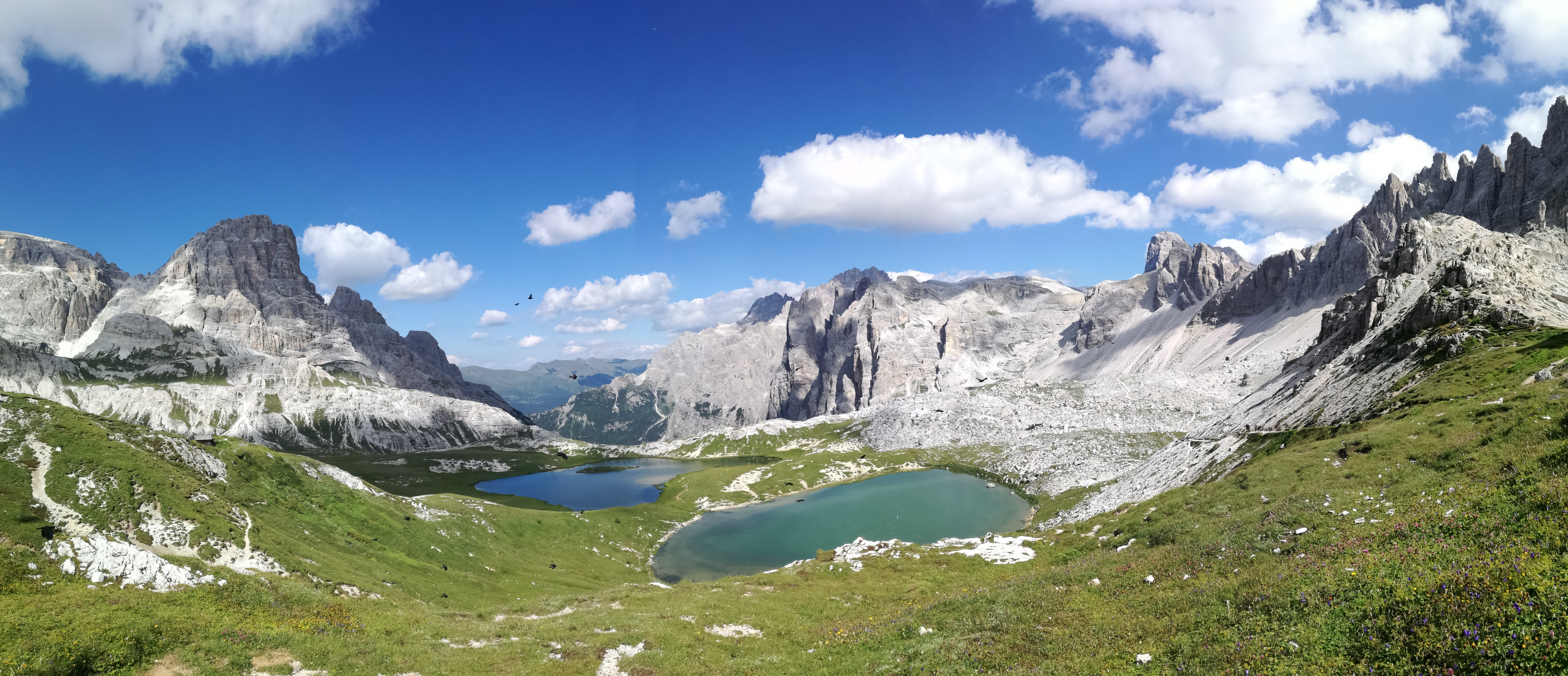
Dvě jezera Piani pod chatou Dreizinnenhütte